# Caraphia squamosa
Caraphia squamosa is een keversoort uit de familie van de boktorren (Cerambycidae). De wetenschappelijke naam van de soort werd voor het eerst geldig gepubliceerd in 1984 door John Andrew Chemsak & Earle Gorton Linsley.